# Aurel von Jüchen

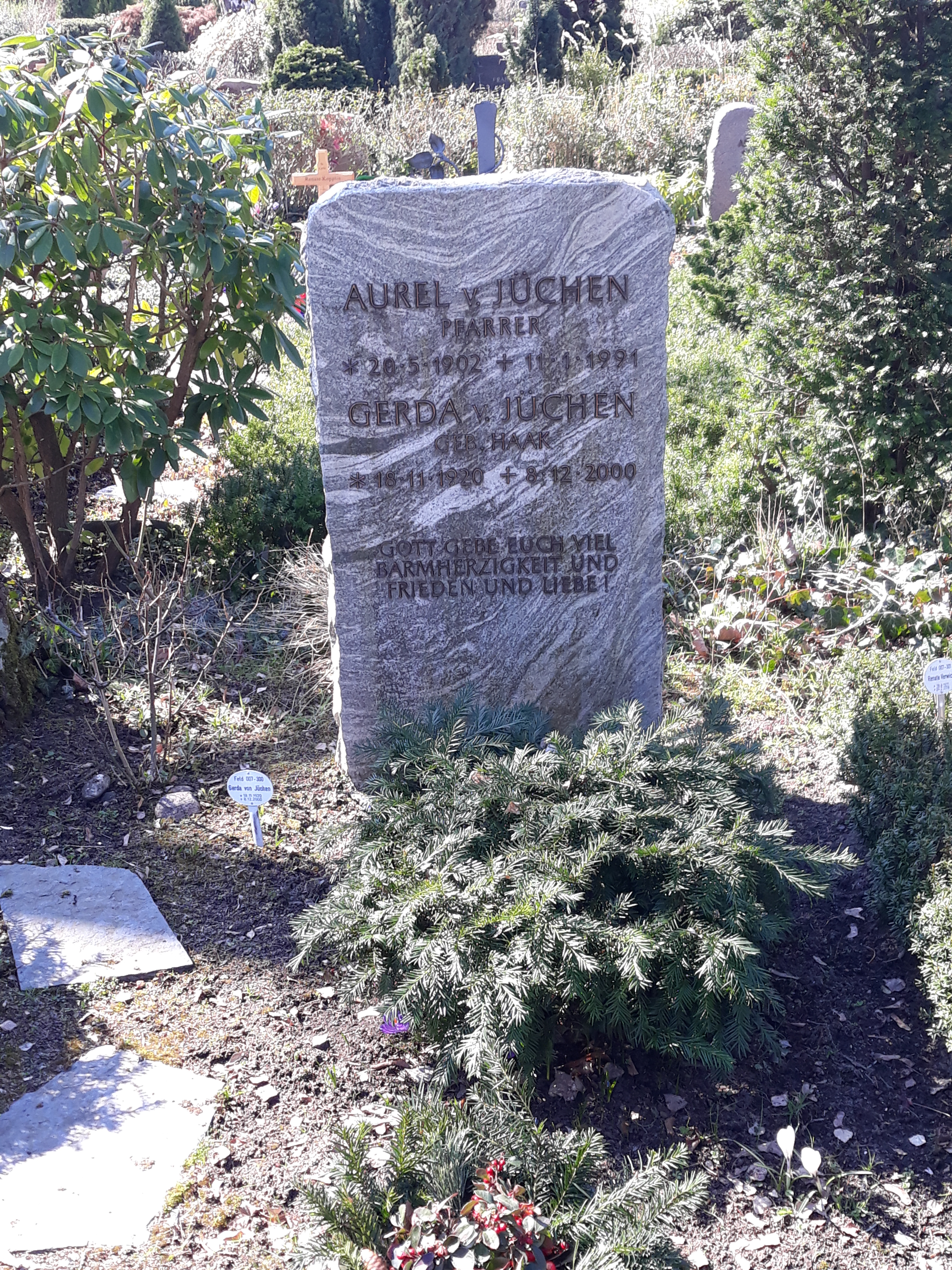
Das Grab von Aurel von Jüchen und seiner Ehefrau Gerda, geborene Haak, auf dem Friedhof Zehlendorf in Berlin (2021)

Aurel von Jüchen  (* 20. Mai 1902 in Gelsenkirchen; † 11. Januar 1991 in Berlin) war ein deutscher evangelisch-lutherischer Theologe, religiöser Sozialist und Schriftsteller.

## Leben und Werk
Aurel von Jüchen stammt aus einem wohlhabenden bürgerlich-liberalen Elternhaus. Sein gleichnamiger Vater Aurel von Jüchen sen. betrieb eine private Handelsschule. Seine Mutter starb, als er neun Jahre alt war; ein jüngerer Bruder Karl Heinz wurde 1919 als 15-jähriger unbeteiligter Passant bei einer Auseinandersetzung zwischen Spartakisten und der Polizei erschossen. Die Familie verlor ihr Vermögen in der Inflationszeit.
Nach dem Abitur 1922 auf einem Gelsenkirchener Gymnasium studierte er in Münster, Tübingen und Jena Theologie. Als Werkstudent arbeitete er auf dem Bau, im Bergwerk und in einer Gelsenkirchener Gießerei. Durch die Begegnung mit sozialistisch eingestellten Arbeitern begann sich von Jüchen politisch zu engagieren und schloss sich einer sozialistischen Studentengruppe an. Am 16. Februar 1924, noch als Student, heiratete er in Münster Irmgard Thomälen; im selben Jahr wurde die Tochter Edith geboren.
Er wurde in den Dienst der thüringischen Landeskirche übernommen und ging als Vikar nach Meuselwitz. Im Predigerseminar in Eisenach lernte er Karl Kleinschmidt kennen, der ihm ein enger Freund wurde. Vermittelt durch Emil Fuchs wurden beide Mitglieder des Bundes der religiösen Sozialisten Deutschlands (BRSD). Seine erste Pfarrstelle erhielt von Jüchen 1932 in Möhrenbach bei Arnstadt als Nachfolger von Arthur Rackwitz. Seit 1928 war er Mitglied der SPD und wurde zu einem gefragten Redner auf Parteiveranstaltungen, was zu Disziplinierungen von Seiten der Kirchenbehörde führte. 1930 wurde gegen ihn und drei andere Pfarrer ein Disziplinarverfahren eröffnet, in dem diese durch Gustav Radbruch vertreten wurden und das lediglich mit einer dienstlichen Rüge für von Jüchen endete. Ein weiteres Disziplinarverfahren 1932 wegen seines Protestes gegen die von Wilhelm Frick angeordneten Schulgebete führte zu seiner Amtsenthebung. In den letzten Monaten der Weimarer Republik engagierte er sich in der Reichsleitung des BRSD und zog Ende 1932 als dessen Vertreter in den Landeskirchentag, die Synode der Thüringischen Kirche, ein. Eine Rückkehr in den Pfarrdienst wurde nach der „Machtübernahme“ durch die nationalsozialistischen Deutschen Christen unmöglich gemacht.
Erst 1935 erhielt er wieder eine Pfarrstelle. Durch Vermittlung Karl Kleinschmidts wurde er Pastor in der Mecklenburgischen Landeskirche, zunächst in Gehren (heute Ortsteil von Strasburg (Uckermark)), dann im damals mecklenburgischen, heute brandenburgischen Rossow bei Netzeband. Mit seinem Wechsel nach Mecklenburg trat er dem Bund der national-sozialistischen Pastoren Mecklenburgs bei. 1936 porträtierte ihn Nils Graf Stenbock-Fermor auf einem Altargemälde für den Schweriner Dom. Im Winter 1937/38 fand er Anschluss an die Bekennende Kirche und trat zunehmend in Opposition zum deutsch-christlichen Bischof Walther Schultz und die von ihm vertretene Kirchenpolitik der rassistischen Ausgrenzung. Zusammen mit Karl Kleinschmidt klagte er im Juni 1938 Schultz nach einer Rede in einem offenen Brief der Irrlehre an und forderte seinen Rücktritt. Als in der Reichspogromnacht in Rossow ein Haus angezündet wurde und von Jüchen es löschen wollte, kam es zu einer Auseinandersetzung, staatlicher Verfolgung und einem kirchlichen Disziplinarverfahren, bei dem er jedoch von einem Großteil der Einwohner unterstützt wurde. Als im Februar 1939 durch eine kirchliche Verordnung Lutheraner jüdischer Herkunft aus der Landeskirche ausgeschlossen und Amtshandlungen für sie und Juden untersagt wurden, bemühten sich von Jüchen und Kleinschmidt erneut, den Landesbischof als Irrlehrer absetzen zu lassen. Der Beginn des Zweiten Weltkriegs änderte jedoch die Lage. Von Jüchen wurde durch die Einberufung zur Wehrmacht vor der drohenden Verhaftung durch die Gestapo bewahrt. Er diente als Flaksoldat und brachte es als politisch unzuverlässig nur bis zum Gefreiten.
Im April 1945 desertiert, erlebte er den Einmarsch der Roten Armee und das Kriegsende untergetaucht in Rossow. Er reorganisierte die SPD und unterstützte öffentlich die Bodenreform. 1946 erhielt er durch Landesbischof Niklot Beste die Berufung an die Schelfkirche in Schwerin. Hier wurde von Jüchen gemeinsam mit Kleinschmidt eine der wichtigsten Persönlichkeiten des kulturellen Lebens und Mitbegründer des Kulturbunds. Er publizierte im Aufbau, der Zeitschrift des Kulturbundes, und wurde ihr Mitherausgeber. Von 1946 bis 1948 vertrat er die Kirche bei der FDJ und organisierte Jugendforen, die als beispielhaft galten.
Doch 1949 wurde von Jüchen zunächst aus dem Kulturbund verdrängt, im Dezember aus der SED, deren Mitglied er automatisch bei der Zwangsvereinigung von SPD und KPD geworden war, ausgeschlossen. Am 23. März 1950 verhafteten ihn in Schwerin NKWD-Agenten und er wurde vor dem Sowjetischen Militärtribunal (SMT) wegen Spionage und Bildung oppositioneller Gruppen angeklagt. Zu 25 Jahren Arbeitslager verurteilt, wurde er in das Lager Workuta in der Sowjetunion deportiert. Durch die Bedingungen im Lager erlitt er irreparable Stimmband-Schäden. Er kam im Oktober 1955 frei und ging nach West-Berlin. Da er wegen seiner Stimmbandschäden nicht mehr im Gemeindepfarrdienst tätig sein konnte, berief ihn Bischof Otto Dibelius zum Pfarrer der Strafanstalt Berlin-Plötzensee und des Berliner Frauengefängnisses, wo er bis Mai 1972 tätig war.
Er entwickelte eine umfangreiche publizistische Tätigkeit. Besonders bekannt wurden seine Weihnachtsbücher, aber auch seine Bücher, in denen er sich mit Kommunismus und Atheismus auseinandersetzte. Später engagierte er sich aufs Neue bei den Religiösen Sozialisten.
Seine Frau Irmgard, die 1950 ebenfalls verhaftet und für einige Monate inhaftiert war, was zu bleibenden Schäden führte, kam 1955 von Schwerin nach West-Berlin. Nach ihrem Tod († 18. Februar 1968) heiratete er am 8. April 1969 Gerda, geb. Haak († 2001).
Aurel von Jüchen starb 1991 im Alter von 88 Jahren in Berlin. Sein Grab befindet sich auf dem Friedhof Zehlendorf.
Die Hauptmilitärstaatsanwaltschaft der Russischen Föderation rehabilitierte Aurel von Jüchen am 19. Juli 1999 als Opfer politischer Repressionen.

## Auszeichnungen
- 1963: Brüder-Grimm-Preis

## Nachwirkungen
Im April 2009 beantragten die Fraktionen von CDU und FDP des Schweriner Stadtrates, die Karl-Kleinschmidt-Straße in Aurel-von-Jüchen-Straße umzubenennen. Sie begründeten dies mit Kleinschmidts Stasi-Vergangenheit einerseits und mit von Jüchens Einsatz für die Junge Gemeinde und der deswegen erlittenen Verfolgung durch den NKWD andererseits. Die Fraktion Die Linke und Mitglieder von Kleinschmidts Familie protestierten dagegen, so dass der Antrag zurückgezogen wurde.

## Schriften (Auswahl)
- Jesus und Pilatus. Eine Untersuchung über das Verhältnis von Gottesreich und Weltreich im Anschluß an Johannes 18, V. 28 – 19, V. 16 (= Theologische Existenz heute. Heft 76). Evangelischer Verlag A. Lempp, München 1941, DNB 580304035.
- Was die Hunde heulen : Die sowjetische Wirklichkeit, von unten betrachtet. Stuttgart: Deutsche-Verlags-Anstalt 1958.
- Die Christenheit zwischen den Übeln, Stuttgart: Deutsche Verlags-Anstalt 1959.
- Die Kampfgleichnisse Jesu. Kaiser, München 1981, ISBN 3-459-01352-4.